# Аттисвиль
Аттисвиль (нем. Attiswil) — коммуна в Швейцарии, в кантоне Берн.
Входит в состав округа Ванген. Население составляет 1342 человека (на 31 декабря 2006 года). Официальный код — 0971.